# Kakadu Highway

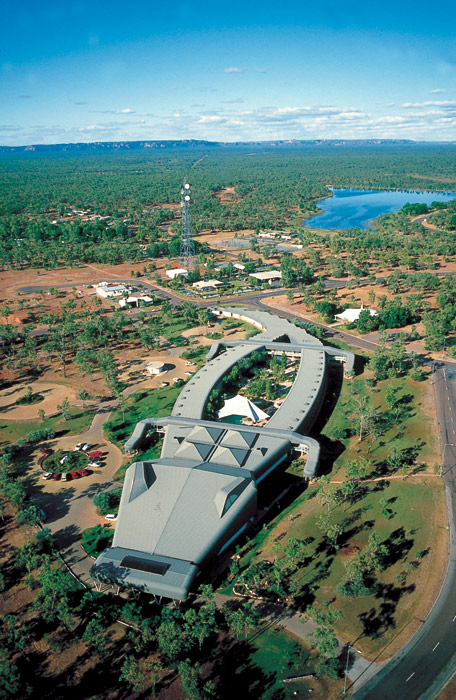
Parc National de kakadu travers par la route kakadu hoghway

La Kakadu Highway, longue de 209 kilomètres  est une route située dans le Territoire du Nord en Australie et qui relie Pine Creek (Stuart Highway) à Jabiru où elle rejoint l'Arnhem Highway. Elle traverse le parc national de Kakadu au niveau de la Mary River.
Elle porte le nom de référencement State Route 21.